# Gewone bijvoetbloemgalmug
De gewone bijvoetbloemgalmug (Rhopalomyia florum) is een muggensoort uit de familie van de galmuggen (Cecidomyiidae). De wetenschappelijke naam van de soort is voor het eerst geldig gepubliceerd in 1890 door Kieffer.